# Ніколи не забуду тебе
«Ніколи не забуду тебе» — російський кінофільм 2007 року.

## Зміст
Колись Міла і Володимир кохали один одного, хоча все склалося не так, як вони мріяли. Вони розійшлися у цьому великому світі. Міла залишилася одна виховувати сина, про якого Володимир і не підозрював. Однак доля звела їх разом через роки. Тепер вони намагаються не допустити зроблених помилок. Та колишня Володимира не хоче просто так відпускати його, вона намагається вставляти палиці у колеса парі.